# Dergneau
 (août 2014).
Si vous disposez d'ouvrages ou d'articles de référence ou si vous connaissez des sites web de qualité traitant du thème abordé ici, merci de compléter l'article en donnant les références utiles à sa vérifiabilité et en les liant à la section « Notes et références ».
Dergneau est une section de la commune belge de Frasnes-lez-Anvaing, située en Région wallonne dans la province de Hainaut. Petit village niché au cœur du pays des Collines, Dergneau contient à l'heure actuelle plus de 900 habitants. Cette ancienne commune indépendante a été fusionnée avec Frasnes-lez-Anvaing et ses 12 autres villages en 1977 lors de la grande réforme des structures communales.

## Étymologie
Les plus anciennes mentions écrites du village ne remontent pas au-delà de 1186 : Bergniau (ms de t), Dergniau (ms de p et v), Ergniau ou Erniaul (ms de p et v). La forme Dereniau (1169) est également citée. Elle ne semble pas se rapporter à Dergneau mais plutôt au fief des Reignau, situé près de la porte de Saint-Sauveur à Lille. Philippes de Diergnaus (1198-1220) qui participa à la 5e croisade et Philippi de Dergneau (1204), témoin dans la passation d'un acte de l'abbaye de Marchiennes, appartenaient de toute évidence à ce dernier fief.
Parmi les autres mentions de Dergneau, notons : Dergnau (1201,1222), Derniau (1223), Dieregnau (1265), Diergneau (1285), Dyergnau (1294)... Aux siècles suivants, on trouve encore Derneau, Dierrgnault, Diergnault... Les étymologistes ne sont pas d'accord sur la signification de ce toponyme.

## Géographie
Dergneau est située près de la frontière linguistique se trouvant au nord du village et qui sépare la Région wallonne de la Région flamande.
Localités limitrophes :
- Wattripont (Frasnes-lez-Anvaing) ;
- Saint-Sauveur (Frasnes-lez-Anvaing) ;
- Renaix (Flandre-Orientale) ;
- Anvaing (Frasnes-lez-Anvaing) ;
- Ainières (Frasnes-lez-Anvaing).

Le village s'étend sur 469 ha mais le centre (s'il est symbolisé par l'église) est situé à l'extrémité sud-ouest. À l'ouest, il est délimité par la Rhosnes (un affluent de l’Escaut qui prend sa source près de Frasnes), au nord par la frontière linguistique, au sud par Anvaing et Ainières et à l'est par Saint-Sauveur. Il est traversé par la N60 et par la ligne de chemin de fer Renaix-Blaton. Le territoire est généralement inégal et montueux, mais les pentes restent douces, ce qui caractérise le pays des collines.

### Hydrographie
Dergneau possède une station de pompage le long de la Rhosnes ; elle alimente Dergneau, les villages alentour et une partie de la ville de Renaix. Le village ne possède aucune source d'eau connue.
Le village comptait aussi dans le passé nombre de marécages, aujourd'hui asséchés mais toujours humides[réf. nécessaire]

### Les anciens lieux-dits anciens Hameaux.
Hameau du corps de garde, Hameau de Beauvolers, Hameau du Quenoi, Hameau de l'Ableau, Hameau du Maret vincette, Hameau Maret Delrue, Hameau frenne haut.

## Démographie

### Évolution démographique de 1831 à 1976
- Sources : INS, Rem. : 1831 jusqu'en 1970 = recensements, 1976 = nombre d'habitants au 31 décembre.

### Évolution de la population de Dergneau (duXIVesiècleauXVIIIesiècle)
| Années  | Feux            | Habitants |
| ------- | --------------- | --------- |
| 1365    | 27              | +/- 135   |
| 1406    | 20?             | +/-100    |
| 1427    | 27?             | +/-125    |
| 1469    | 63              | +/-315    |
| 1531    | 36?             | +/-180    |
| 1540    | 45+15 pauvres   | +/-300    |
| 1560    | 45+17 pauvres   | +/-310    |
| ...1744 | 285 communiants | +/-430    |
| 1786    | 100             | +/-710    |
| 1788    | 503 com-219 n.c | +/-722    |
| 1795    | 477 de + de 10. | 601?      |
| 1810    | 305             | 700       |

### Surfaces occupées (anciens temps)
| Exploitants de: | 1780 | 1846 |
| --------------- | ---- | ---- |
| Moins de 50 a   | 12   | 64   |
| 50 à 1 ha       | 15   | 6    |
| 1ha à 2 ha      | 19   | 17   |
| 2ha à 5ha       | 27   | 28   |
| 5ha à 10ha      | 12   | 14   |
| 10ha à 15ha     | 2    | 5    |
| 15ha à 20ha     | 5    | 1    |
| 20ha à 25 ha    | -    | 1    |
| 25ha à 30 ha    | 1    | 1    |
| 30ha à 35 ha    | 2    | ---- |

## Histoire

### Histoire féodale
Dès les XIe – IIe siècles, Dergneau était intégré à une importante seigneurie comprenant aussi Frasnes et Saint-Sauveur. Comme partout dans nos régions, les habitants (manants) qui y vivaient, étaient soumis à diverses obligations, plus ou moins contraignantes selon qu'ils étaient serfs ou hommes libres. Parmi les principales, on peut citer l'ost et la chevauchée, la taille (imposition qui devint fonction de la richesse de l'assujetti), la mainmorte ou le meilleur cattel (droits de succession)… Le seigneur disposait, par ailleurs, dans sa juridiction, du droit de ban (qui lui permettait de lever des taxes, d'ériger des moulins, de fixer des dates des récoltes…) et de justice (basse, moyenne ou haute, selon la gravité des faits).
Les terres de la seigneurie pouvaient avoir trois destinations :
- Le seigneur en gardait la propriété complète et les donnait en location à des Censeurs.
- Il pouvait en détacher des parcelles ou héritages qu'il attribuait à titre perpétuel à des héritiers, moyennant le paiement annuel d'un cens, d'une rente (argent ou nature) ou d'un terrage (toujours en nature et proportionnel à la récolte) par lequel ces derniers reconnaissaient l'autorité seigneuriale.
- Il pouvait enfin donner certaines parties en fief. Dans ce cas, les vassaux étaient tenus, notamment, de rendre certains services (ost et chevauchée, participation aux cours féodales, activités d'homme de fief…) et d'acquitter des droits de relief lorsque le fief changeait de main. Les fiefs étaient soit fonciers, soit seigneuriaux. Pour ces derniers, selon les cas, les droits banaux et de justice du vassal étaient plus ou moins limités.

### Traces du passé
On n'a découvert sur le passé le plus ancien de Dergneau que quelques pierres préhistoriques le long du cours d'eau « la Rosne », à l'ouest du village. Les premières mentions dans les actes apparaissent au XIIe siècle. Dans un compte de mortemain de 1438 environ, il est spécifié que Dergneau formait avec Frasnes-lez-Buissenal et Ellignies-lez-Frasnes une seule « mairie et poosté ». Elle appartint à Guillaume d'Qisy (1410), Gérard d'Oisy ou de Cuinghem (1438), puis aux familles de Marchenelles et de Saint-Genois de Grandbreucq. On y trouvait aussi une seigneurie de la baronnie de Leuze, le fief de Beauvolers (40 à 45 bonniers) successivement dans les mains des familles d'Oisy de Samberghe, du Chasteler, d'Anvaing et du Chastel. Le fief de la Croix ou du Quesnoit était tenu de Lahamaide. L'abbaye de Saint-Denis-en-Broqueroie, le chapitre Notre-Dame de Tournai et les pauvres de Sainte-Catherine de Tournai y tenaient des seigneuries foncières. L'abbaye de Cambron y acquit divers biens.

### La procession
La paroisse de Dergneau fut démembrée de celle de Saint-Sauveur en 1550 à cause de l'importance du pèlerinage en l'honneur de saint Servais, patron de l'église locale. Cette scission se fit contre la volonté de l'abbaye de Saint-Denis-en-Broqueroie, collateur de la cure depuis 1233. L'abbaye de Cambron y possédait une partie des dîmes, qui lui avaient été données en 1201 par le comte de Hainaut et de Flandre Baudouin de Constantinople. Saint Servais y est vénéré en mai, pendant l'octave de sa fête. Il est invoqué, comme à Stambruges, pour la guérison des rhumatismes et la protection du bétail.

### Anciens métiers: Textile & Agriculture
Les habitants de Dergneau se sont toujours consacrés à l'agriculture en ordre principal. Ils cultivaient des céréales, des plantes fourragères, du colza, du lin, des pommes de terre, des légumes et des fruits. On y trouvait diverses plantes médicinales, qui n'ont pas fait l'objet d'une production systématique. Vers Renaix, Wattripont, le long du Rhosnes et du rieu du Moulin, les prés fournissaient à l'élevage de gras pâturages. Les surplus agricoles étaient vendus au marché de Renaix.
Du XIVe au XVIe siècle, la draperie rurale y a connu quelque prospérité. Un dénombrement de 1560 permet de relever, à côté du censier de Beauvolers, 9 laboureurs (dont l'un est en même temps drapier et l'autre sergent du bailliage de Hainaut), 8 manouvriers, 6 drapiers (dont l'un est aussi greffier), 4 tisserands de drap, 3 foulons (dont l'un est en plus fileur de laine), des fileuses filles de veuves, 1 couvreur de chaume, 1 brasseur, 1 marchand de cervoise, 1 messier, 1 sergent local, 2 aides de justice, des pauvres et des mendiants.
La toilerie y a toujours été pratiquée jusqu'au milieu du XIXe siècle. Vers 1830, on y a noté 40 métiers à tisser la toile, deux moulins à vent, trois maréchaux-ferrants, un charron. Des menuisiers et des maçons travaillaient au dehors. Nombre d'ouvriers et d'ouvrières œuvraient dans les usines de Renaix. En 1970, une entreprise d'électricité occupait encore six personnes. Une partie de l'emploi était toujours à chercher au-dehors.

### Grands évènements de l'histoire

#### Crash d'un avion américain en 1945 (Pale-Ale)
Un beau matin de février 1945 le 20 plus précisément alors que les élèves du petit village hennuyer étaient dans la cour de l'école, un bruit étourdissant se fit entendre à travers l'épais brouillard matinal.
Une jeune élève Liliane Turck, âgée de 12 ans, fréquente l'école primaire au couvent des Sœurs de Saint Vincent de Paul (Ancienne école du verger) dirigé par la supérieure, Mère Solange. Témoigne :
Soudain, "…nous avons entendu un bruit effroyable au-dessus de nous; tous les enfants se sont couchés dans la cour. C'est à peine si nous avons pu remarquer l'avion qui passait très bas au-dessus de nous. Le bruit se renforça d'un seul coup. Après quelques instants, une forte déflagration c'est produite au loin vers Renaix.
Cet éclatement… venu des cieux fut un bombardier américain baptisé « Pale-Ale » et dont voici une brève description :

##### Fiche technique de l'appareil
Type: B24H 20-CF
N° de série : 42-50336
Unité : 466e Groupe de Bombardement de la 8e Armée de l'air américaine, 786e escadrille.
Immatriculation: U8-G (une barre horizontale au-dessus du G)3
Surnom : « Pale Ale »
Il fonça droit vers le Hameau de Beauvolers où ils trouvèrent d'ailleurs la grande faucheuse… L'impact de l'engin encore chargé entièrement de munitions (ils avaient en effet annulé la mission vers l'Allemagne, ils faisaient marche arrière vers leurs base…)
La ferme située en face a été soufflée et il y eut des dégâts jusque qu'à des kilomètres à la ronde…

##### L'équipage

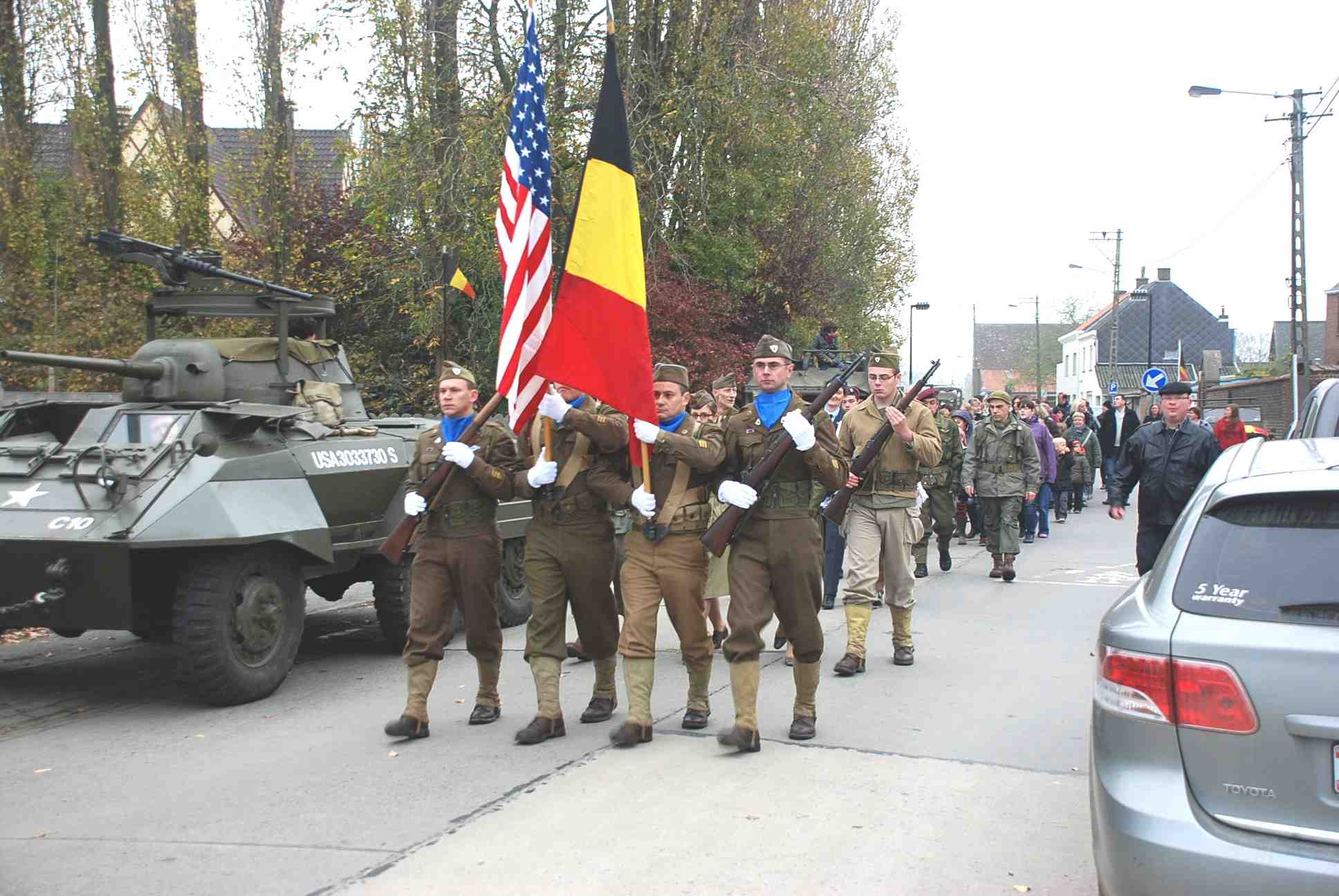
Chaque année,le 11 novembre une grande cérémonie et organisée dans le village : Messe, recueillement devant le monument aux morts des résistants, hommage au crash de Beauvolers.

1. 2d Lt. Robert G. Gordon, pilote.
2. 2d Lt. Jack D. Campbell, copilote.
3. 2d Lt. Ferdinand M. Kjar, navigateur
4. 2d Lt.Henry Wynia, bombardier.
5. Richard R. Prybylski, mitrailleur.
6. Sam Kessler, opérateur radio.
7. Barney B. Fisher, mécanicien
8. Sgt.Harold Hendrickson, mitrailleur de nez.
9. Harvey R. Stamper, mitrailleur
10. Aloysius W. McCloskey, mitrailleur.

##### La mission en détail
Le 20 février 1945 voyait se dérouler la mission 8AF 836 à laquelle participait la 2e Division de bombardement dont faisait partie le 466e Groupe. Ce groupe perdit un avion qui s'écrasa en Belgique.
L'objectif était Nürnberg en Allemagne. En raison du mauvais temps, la mission fut rappelée alors que les formations survolaient la Belgique, en route vers l'objectif.

##### Causes et description présise du crasch
"Le 2d Lt. Robert G. GORDON, pilote de l'équipage no 682 volait sur l'avion 336 (Pale Ale)….la formation était au-dessus de la Belgique lorsque les câbles de commande se rompirent. Il s'ensuivit une vrille verticale vers le bas. Le Lt. GORDON sachant que l'avion ne pouvait être sauvé fit retentir la sonnerie d'alarme signalant à l'équipage de sauter. Alors, lui et son copilote le Lt. Jack D. CAMPBELL se dirigèrent vers la soute à bombe pour sauter. Alors qu'ils allaient ouvrir la soute, le Lt. GORDON se rendit compte que deux hommes étaient encore dans le nez de l'appareil. Il s'agissait du 2d Lt. Ferdinand M.KJAR et du Sgt.
Harold H.HENDRICKSON. Gordon fit alors signe à CAMPBELL de sauter et retourna aux commandes dans un effort courageux mais vain pour sauver ses hommes. Quelques secondes plus tard un fermier belge a vu l'avion tomber brutalement, percuter le sol et exploser. Ainsi moururent trois hommes. Le cas du bombardier, le 2d Lt. Henry WYNIA tient du miracle.Il se trouvait dans le nez de l'avion avec KJAR et HENDRICKSON lorsque le signal d'abandon retentit Voici son histoire.
"Lorsque nous avons senti que l'avion n'était plus sous contrôle, nous avons essayé d'ouvrir les trappes du logement de la roue avant qui était notre point d'évacuation. Cependant, les trappes étaient bloquées et la force centrifuge due à la plongée de l'avion nous empêchait de ramper jusqu'à la soute à bombe. Soudain, alors que je m'épuisais avec les trappes, l'avion passa dans un trou d'air et le choc me propulsa dans la soute à bombes, et directement à l'extérieur. Une fois à l'extérieur de l'avion, j'ai ouvert mon parachute et je suis descendu en douceur." Barney B. FISHER, le mécanicien de l'équipage 682 ajoute quelques détails.
"Nous volions en formation au-dessus de la Belgique et nous avons rencontré une forte masse nuageuse. Nous reçûmes l'ordre de rompre la formation et de passer au-dessus des nuages. Nous sommes donc montés à 25000 pieds avant de pouvoir passer au-dessus des nuages. Tout à coup, les commandes lâchèrent. Le pilote ne contrôlait absolument plus l'avion. Après deux ou trois minutes il donna l'ordre d'évacuation. Le bombardier sortit et le copilote quitta son siège. Le pilote se tenait debout, prêt à se diriger vers la soute. C'est à ce moment que j'ai moi-même sauté. Lorsque j'ai ouvert mon parachute, j'ai constaté qu'il présentait plusieurs grands trous. Je suis passé au beau milieu d'une formation de B17. Les gars me regardaient tomber et je me demande comment je n'ai pas été tué. J'ai atterri dans un champ près d'une ville du nom de Renaux ou quelque chose comme ça. Le bombardier s'était cassé la jambe, mais à part cela, nous étions tous OK. J'ai trimbalé mon parachute sur tout le chemin de retour à la base. Un officier de renseignement m'a attrapé ainsi que mon parachute dès mon arrivée. Il m'a poussé dans un bureau et m'a ordonné de me taire à propos des trous dans le parachute."

##### Le bilan en détail
Le 2d Lt. Robert GORDON, le 2d Lt. Ferdinand KJAR et le Sgt. Harold HENDRICKSON sont morts dans le crash. Ils ont été "pulvérisés" par l'explosion des bombes à tel point que l'on a rien retrouvé qui permette d'identifier le Lt. GORDON. Il est d'ailleurs toujours porté disparu. Il n'a pas de sépulture mais son nom figure sur le "mur des disparus" au cimetière Américain de Henri-Chapelle.
Ferdinand KJAR et Harold HENDRICKSON sont inhumés au cimetière américain de Margraten aux Pays-Bas.
Les dossiers militaires IDPF (Individual Deceased Personnel File) attestent bien que les trois victimes précitées sont décédées à Dergneau, Belgique.
Les restes de Kjar et Hendrikson ont été inhumés provisoirement au cimetière communal de Renaix, tombes 11 et 12, avant d'être transférés à Margraten.
Quant aux sept autres hommes d'équipage ils ont pu quitter l'avion et sont tombés en parachute dans la région. Mis à part le bombardier Henry Wynia qui s'est cassé une jambe, tous étaient sains et saufs.
Nous avons pu localiser les points de chute approximatifs de quatre d'entre eux mais sans pouvoir dire qui est tombé où.

### Grands crash sur la nationale 60 Gent-valenciennes (Leuze-Renaix).
Depuis la création de la chaussée au XVIIIe siècle, d'innombrables crash ont eu lieu mais certains restent dans les mémoires.
- Accident de camion à la Pentecôte (le 15 août 2010)
- Accident d'une voiture à Gaz (1985?)

## Patrimoine et culture

### Patrimoine architectural

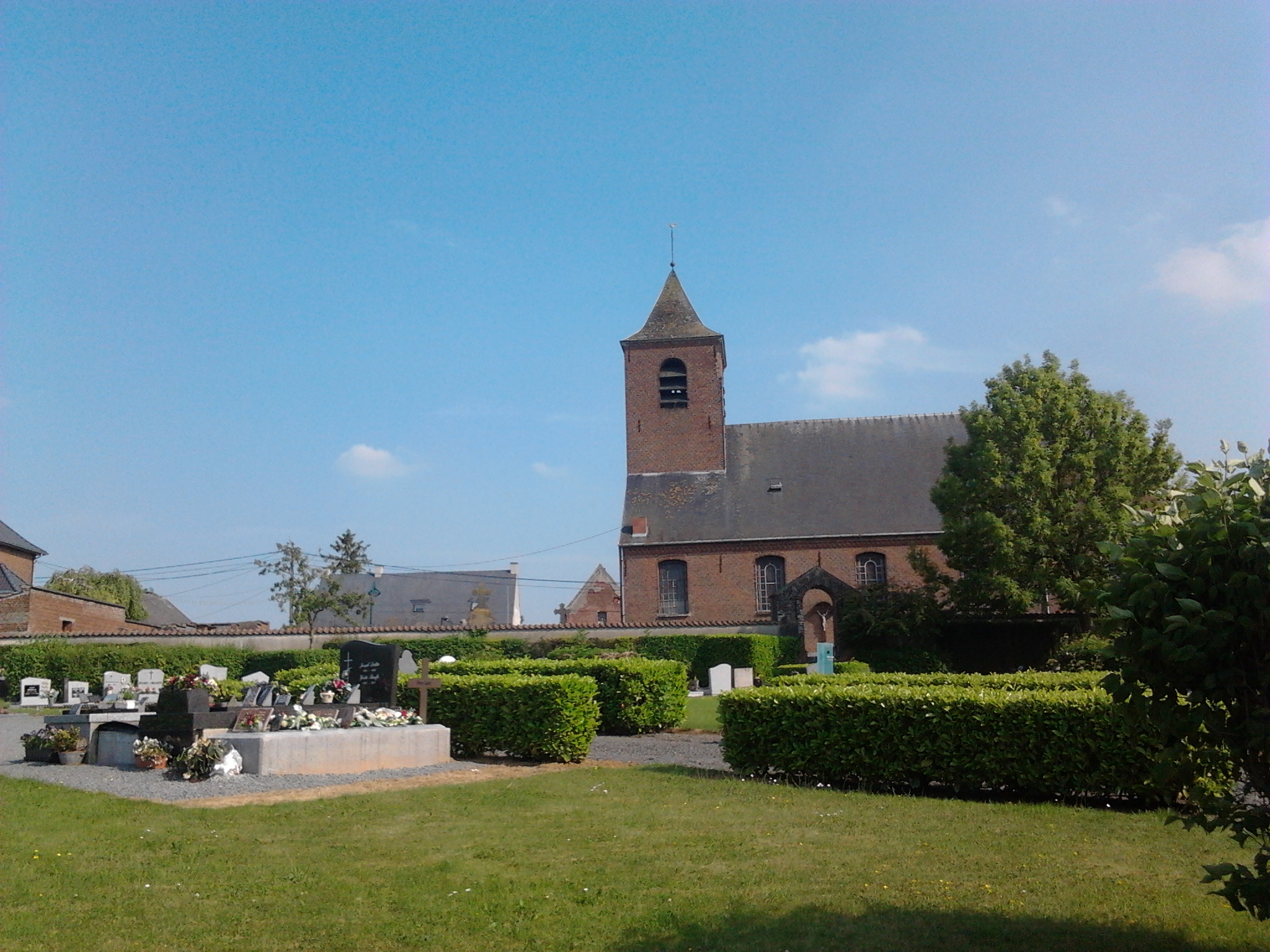
Le cimetière de Dergneau et son église un jour de Juillet.

#### L'église Saint-Servais
Bâtie en 1777, l'église de Dergneau est construite sur une hauteur à plus de 36,6 m d'altitude a l'emplacement de l'ancienne église. Le saint de cette paroisse se nomme saint Servais. Réputé pour protéger les animaux et les bâtiments contre l'orage.
Quant à l'ancienne église démolie le porche se trouvait à l'opposé de l'actuelle tour. Quand on a voulu détruire l'ancienne église il fut proposé de la reconstruire non loin du carrefour actuel du lieu-dit « pavé ». Mais les fermiers de l'époque ne voulurent pas transporter les ruines de l'église à détruire jusqu’à ce lieu; c'est ainsi que ce bâtiment fut reconstruit à son emplacement actuel.

#### La place
Vers 1900, le jardin de la cure s'étendait sur la place. Vers les années 1930, on rasa le jardin de la cure pour le refaire, ce qui agrandit la place. Elle a été restaurée en 2007. Un monument aux morts en l'honneur de deux résistants dergneautois, Gilbert Lagneau et Maurice Mollet, a été inauguré le 11 novembre 2008.

#### La gare
Construite vers 1889, elle cesse ses activités dans les années 1980. Cette ligne servait surtout au transport de marchandises, des écoliers et de passagers flamands qui allaient travailler dans les charbonnages wallons du Borinage et du Pays noir. Elle est depuis désaffectée.

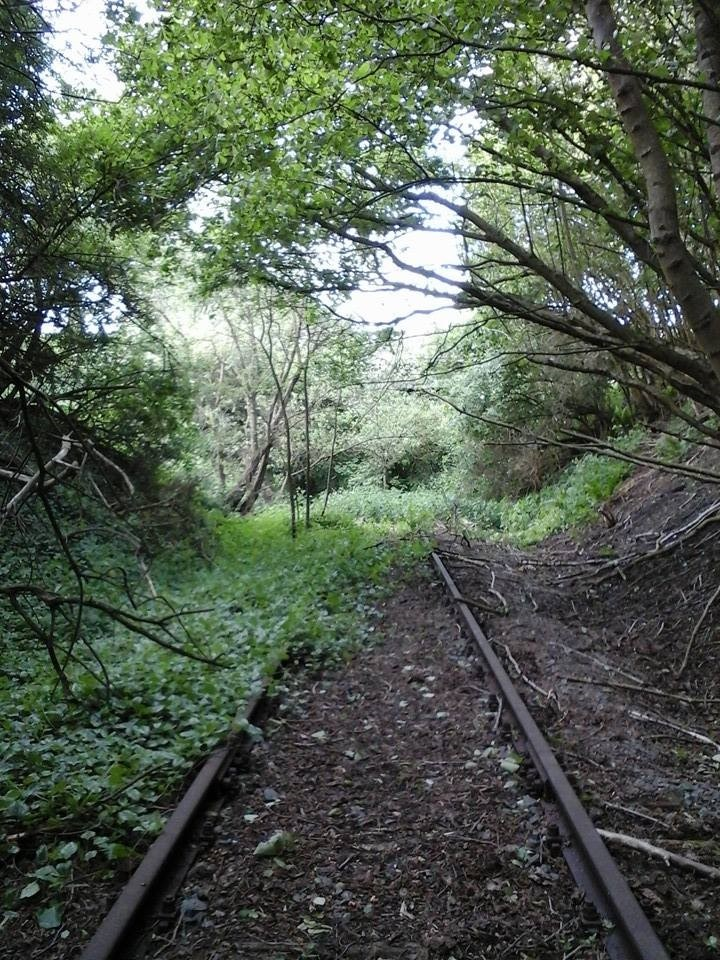
Une vue à 200m de l'ancienne gare dergneautoise sur le chemin de fer. Aujourd'hui cette ligne est désaffectée et la faune est superbe !

#### Le moulin de Dergneau
Le moulin fut construit vers 1790 sur le diverticulum Leuze-Renaix.
Le propriétaire, M. Lefebre, était fermier sur le même axe, au lieu-dit Quesnoy (qui devient plus tard le quartier de la station : rue de la station).
Plus tard, il fut déplacé face à la ferme que l'arrière-arrière-grand-père de Léon Lefebre avait bâtie sur la chaussée Leuze-Renaix, mais la proximité des bois empêchait le vent d'ouest de faire tourner correctement les ailes.
Il fut alors à nouveau déplacé, sur une butte devant la ferme située également le long de la chaussée Leuze-Renaix.
Le moulin fut déménagé sans être démonté, et ce à l'aide de rouleaux que l'on plaçait sous l'édifice qui glissait ainsi sur des troncs d'arbres. Il fallut pour cette opération l'aide de 42 hommes pendant 6 semaines, le plus difficile étant de maintenir le moulin en équilibre.
Lors de la Première Guerre mondiale, le moulin servait de tour de guet. En 1916, les troupes allemandes démontèrent deux des ailes. Au mois de novembre 1918, les Écossais libérèrent en compagnie des Anglais, la région. L'hiver étant rude, ils brûlèrent du bois du moulin.
En 1921-1922, il fut vendu au propriétaire d'un moulin de Flandres trois jeux de meules et en 1927 ce fut la démolition totale de ce vestige d'un temps passé.
Le moulin possédait donc au moins trois jeux de meules. C'était un moulin sur pivot à socle fermé. On trouvait quatre portes dans le torenkot, afin de n'être jamais gêné par les ailes.

Source : Archives privées et Interview personnel.

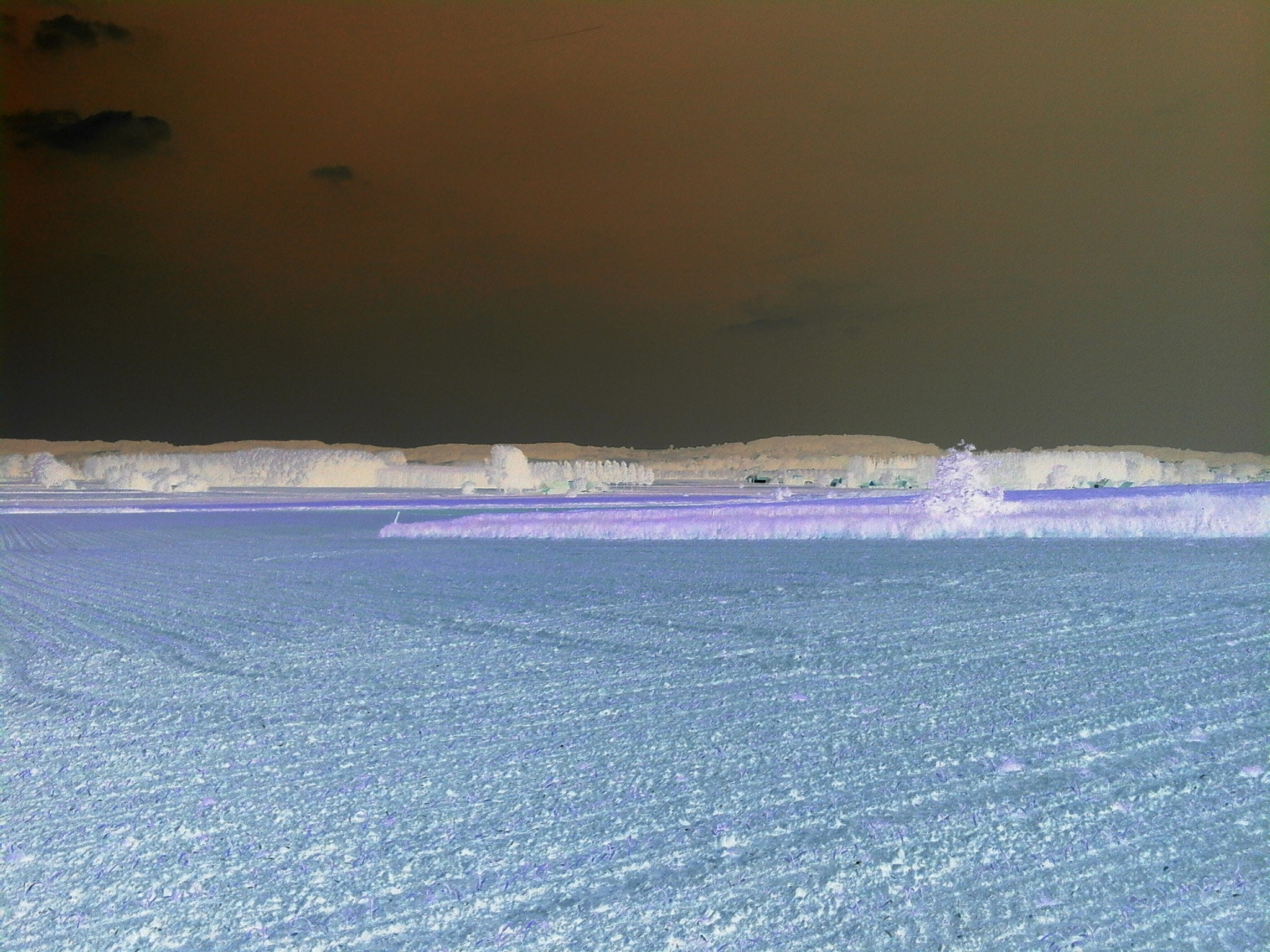
Une vue de la plaine Dergneautoise du côté de Beauvolers. Une vue négative.

### Culture

#### Festivités
- Le 11 novembre : Une cérémonie dédiée aux deux guerres : promenades en chars, cérémonie à l'église animée par les élèves de l'école de Dergneau, et accueil à la ferme Beuvolers après une autre cérémonie[réf. nécessaire].
- Le marché de Noël de Dergneau : Un marché organisé par le comité les « cats de noé »[réf. nécessaire].
- Le binômes des neiges : il s'agit d’un jogging à effectuer par équipe de deux personnes sur des distances de 5 ou 10 km. Les participants, en cette période de Noël, sont conviés à se déguiser pour la circonstance. Le tout se déroule le soir. La première édition, en 2013, a réuni plus de 600 personnes[réf. nécessaire][5]. La dernière édition de 2016 rassemblé plus de 1300 coureurs.

## Enseignement

### Dans le passé
Dans le siècle dernier le village possédait 2 écoles : une école de garçon et une de fille. La première se situait derrière l'ancien hôtel de ville, maintenant tous deux logements sociaux. Après 1970, c'est-à-dire la fusions des communes et donc celles de Dergneau, l'école ferma ces portes et fusionna avec l'autre bâtiment, celle des filles, pour en faire une école mixte. L'ancien école servit un temps de salle de village (« Les chatons »). En 2014, la maison de village est en suspens car la nouvelle salle construite en 2006 sert d'école actuellement.

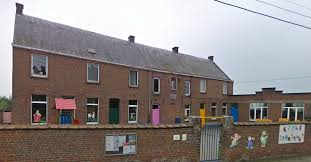
L'ancien Bâtiment de l'école du Verger qui abrite actuellement la maison de village "les chatons".

L'école de Dergneau (ou, depuis 2011, « école du Verger ») se situait encore jusqu'en juin 2014 rue de l'église, dans « l'école des filles ». Grand bâtiment datant de la fin du XIXe siècle construit par l’évêché, depuis 20 ans devenu communale. Comme elle était devenue insalubre, et donc plus conforme aux normes en vigueur, elle fut déménagée.

### Maintenant
Depuis septembre 2014, l'école du Verger se situe dans la maison de village construite en 2006 le long de la chaussée.

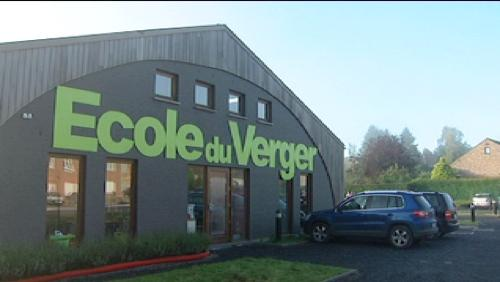
Depuis septembre 2014 l'école a déménagé dans les nouveaux locaux de l'ancienne maison de Village.

## Vie associative

### La maison de Village «Les chatons» et l'ancien Hôtel de Ville de Dergneau
Jusqu'il y a encore 10 ans, la salle se situait derrière l'ancien hôtel de ville qui, depuis 1977, n'est plus utilisée à cette fonction, Monsieur Scholaert étant le dernier Bourgmestre, maintenant tous 2 logements sociaux[réf. nécessaire]. La salle était utilisée depuis des années, mais en 2006, étant vétuste, cette salle déménagea le long de la chaussée[réf. nécessaire]. Un bâtiment, qui 9 ans plus tard est dans une situation délicate car, dernier lieu de rencontre elle risque de fermer, pour laisser place à l'école.
Dans quelque temps cette salle sera déménagée provisoirement dans l'ancienne école de la rue de l'église[réf. nécessaire].

## Cartes postales d'époque du village

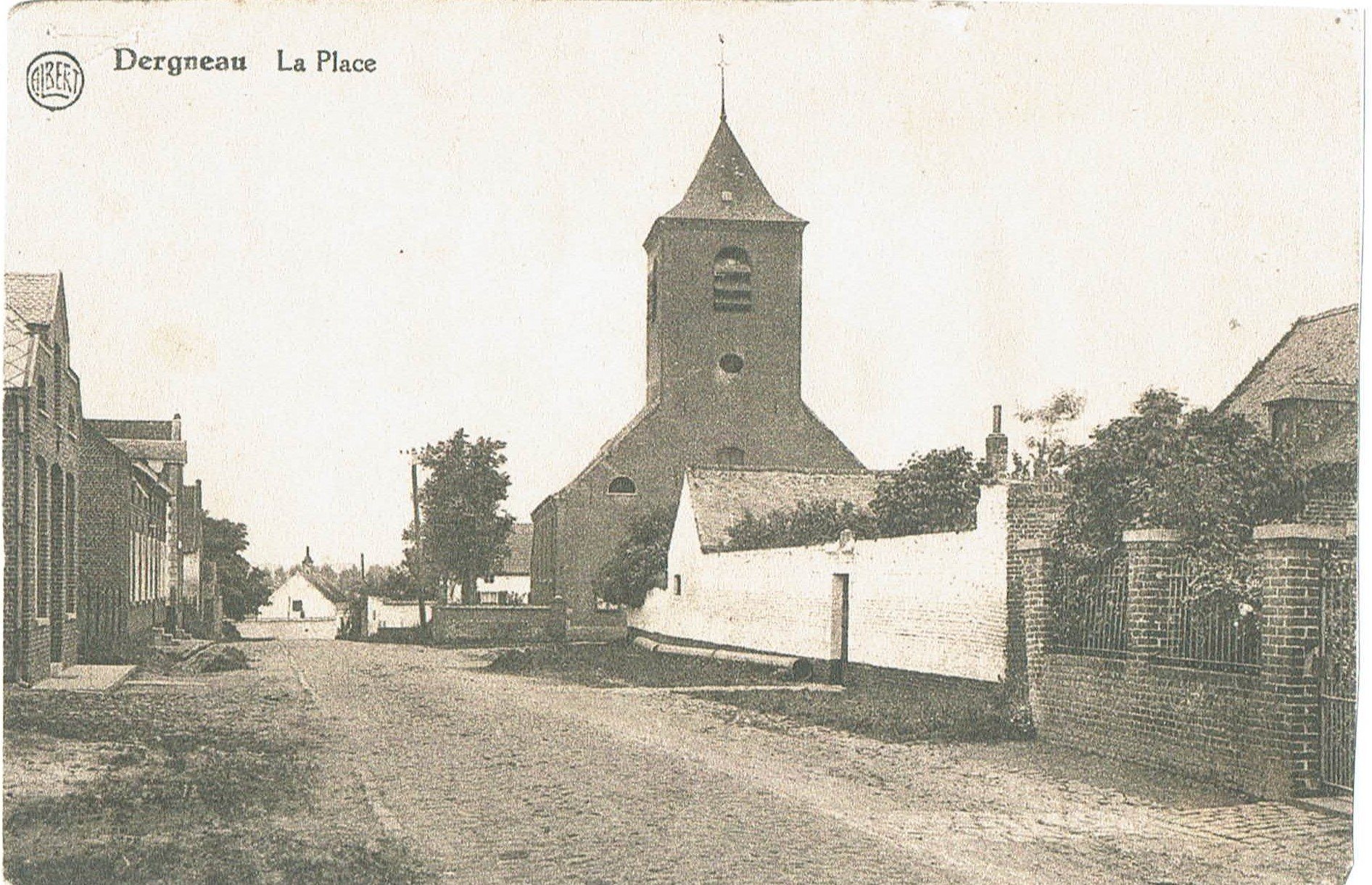
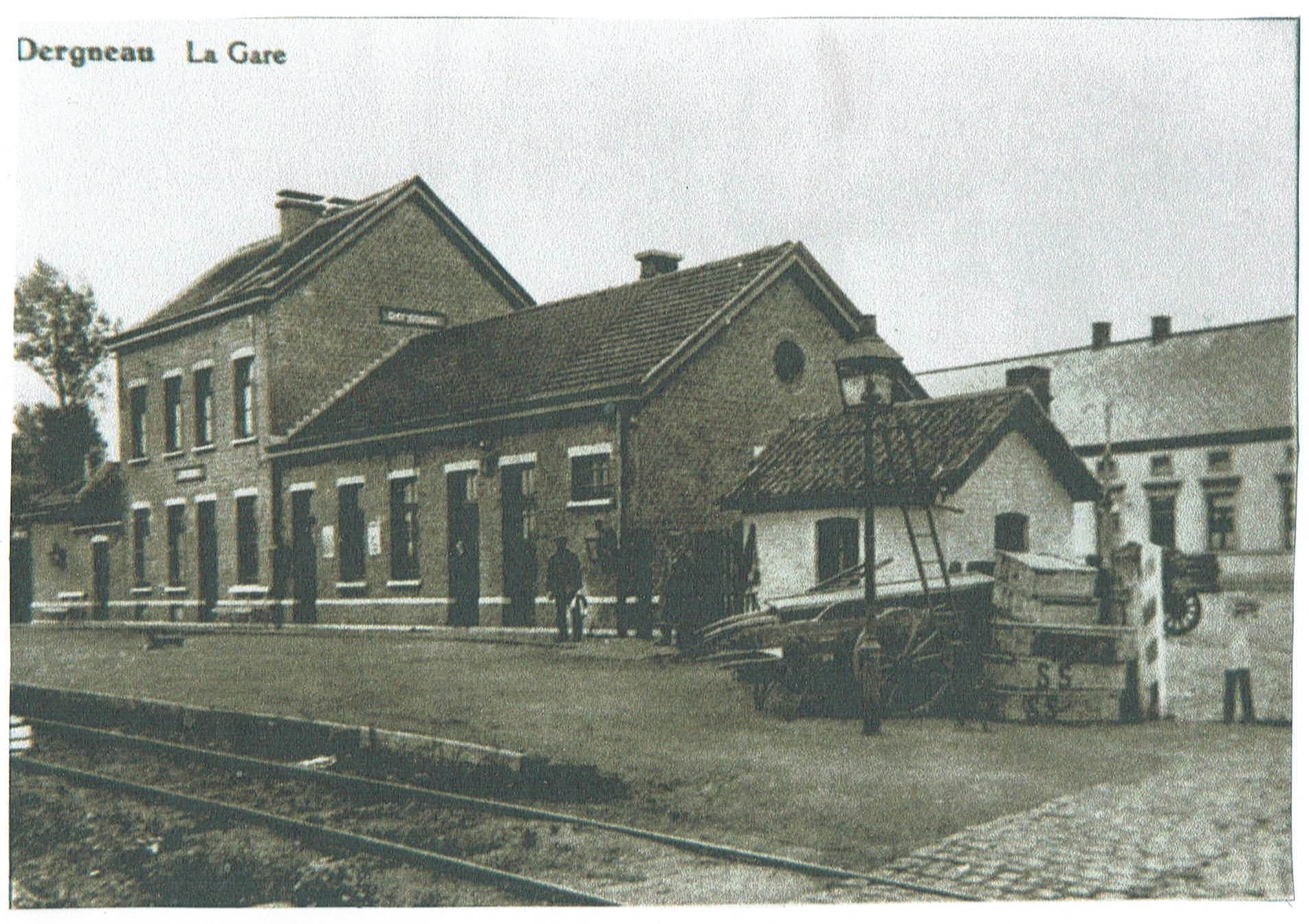
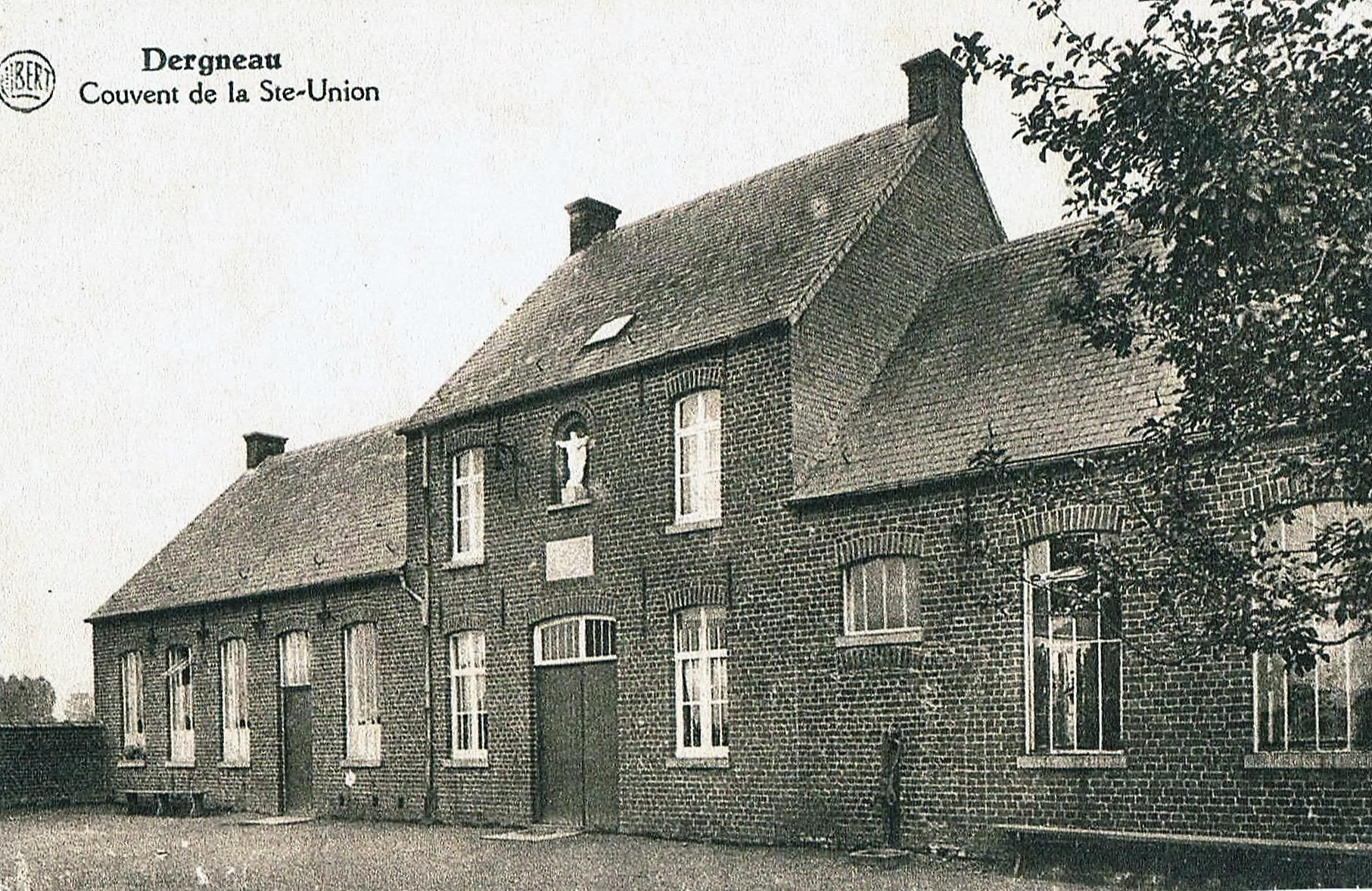
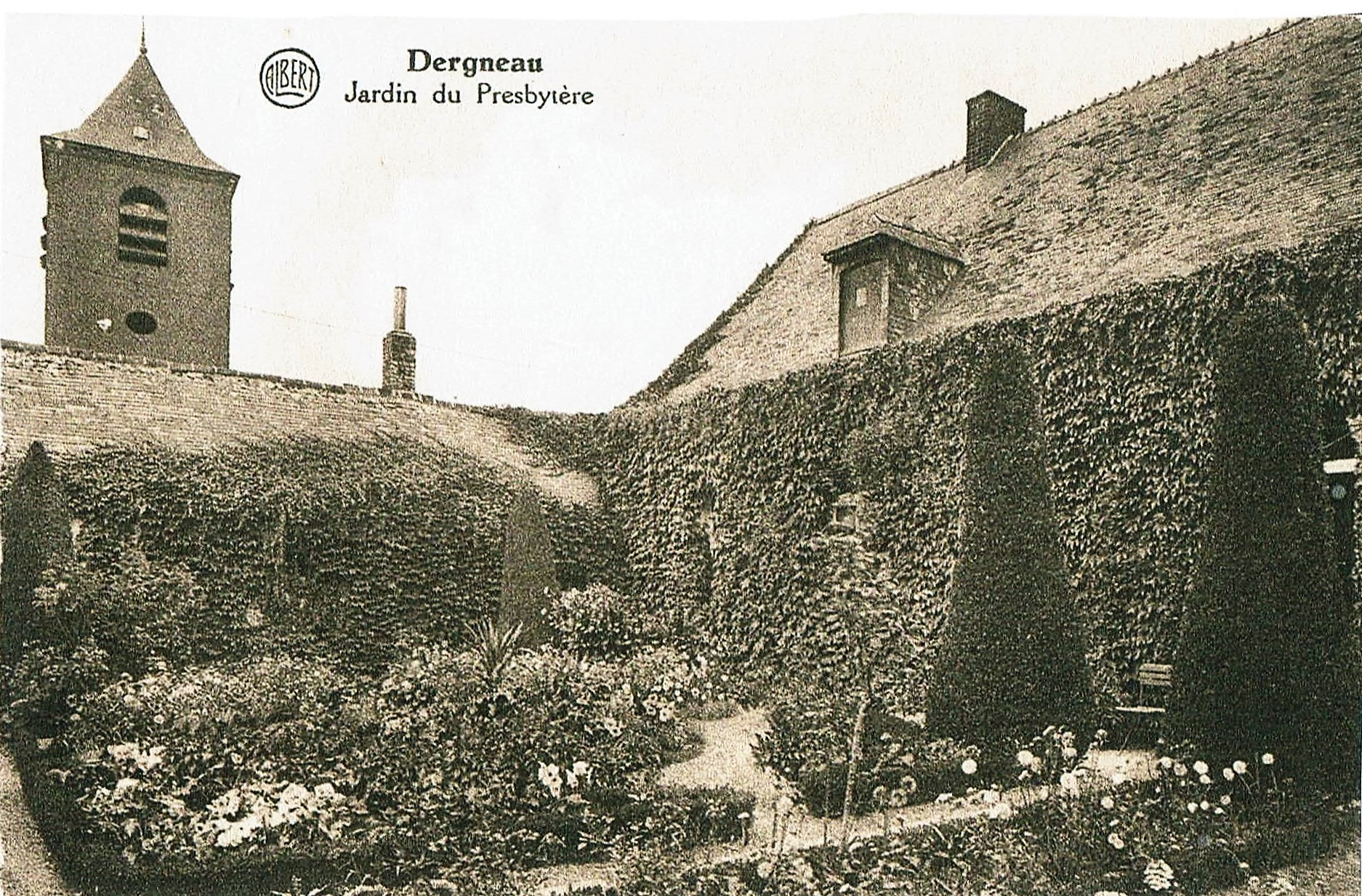
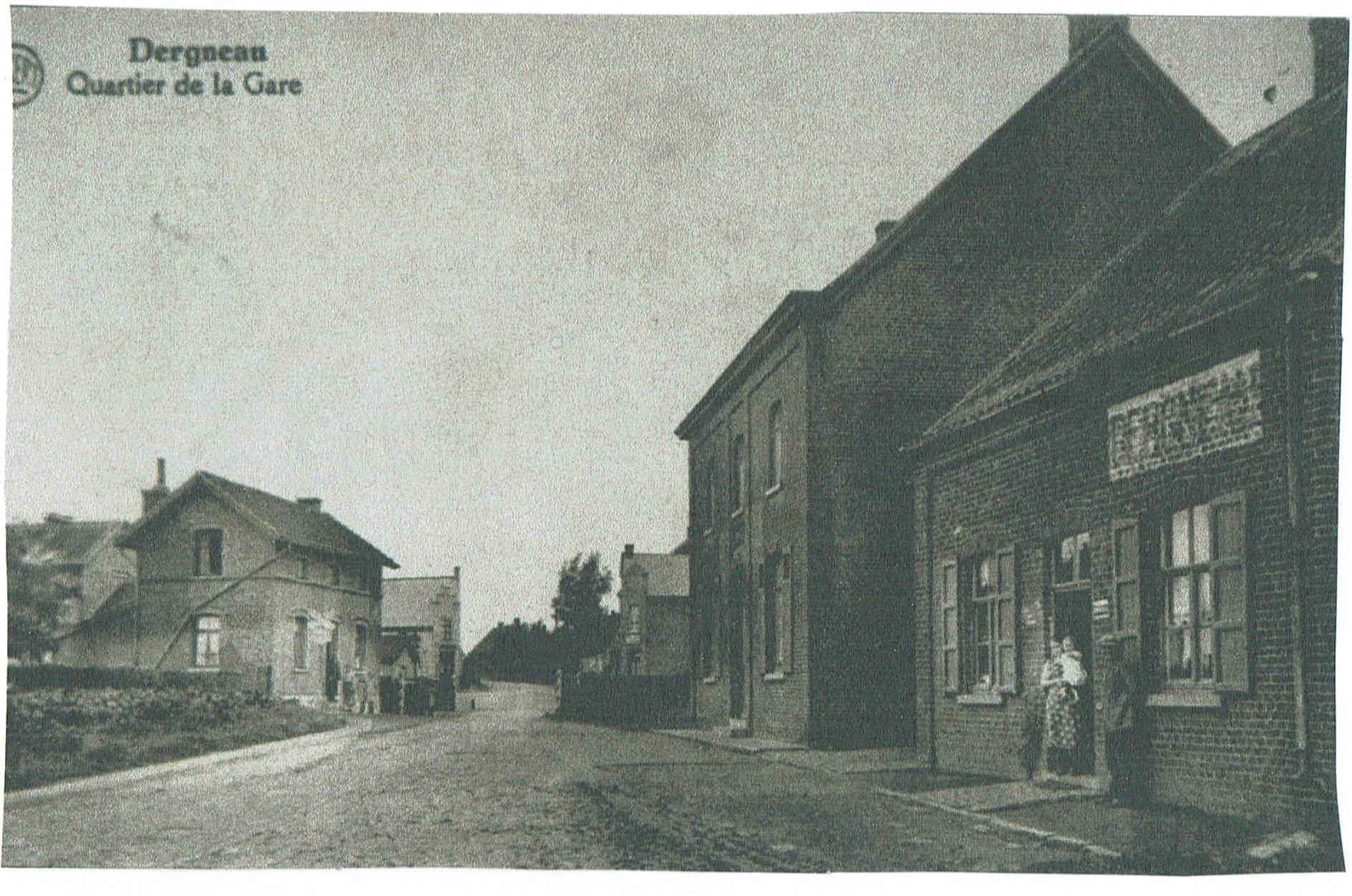

### Crash de l'avion
1. Témoignage de Mme. Borighem recueilli par Jacques Desmont, Anvaing
2. Divers autres informations recueillies par Jacques Desmont, Anvaing
3. Note GD3161 par Guy Destrebecq (†), base de données du Musée de l'air, MRA, Bruxelles.
4. Informations reçues de Philippe Dufrasne, Uccle.
5. "Attlebridge Diary - History of the 466th BG", by John H. Woolnough, page 160.
6. "Mighty Heigth War Diary" by Roger A. Freeman, page 443.
7. Daniel Stockton, http://www.b24bestweb.com
8. Identification d'un moteur 14 cylindres découvert dans les fouilles de décembre 1995 organisées par MM. Parez et Van Den Broucke.
9. IDPF des trois victimes

### Moulin de Dergneau
Collection et sources privées.